# Parafia św. Jadwigi w Świdnicy Polskiej
Parafia św. Jadwigi w Świdnicy Polskiej – znajduje się w dekanacie Kąty Wrocławskie w archidiecezji wrocławskiej. Erygowana w XIV wieku.
Obsługiwana przez księży archidiecezjalnych. Jej proboszczem jest ks. mgr Piotr Kijek.

## Parafialne księgi metrykalne
| Księgi metrykalne | Okres ewidencji    |
| ----------------- | ------------------ |
| chrztów           | 1725 - 1755 1946 - |
| ślubów            | 1725 - 1755 1946 - |
| zgonów            | 1725 - 1755 1946 - |